# 岸和田浜町
岸和田浜町（きしわだはまちょう）は、かつて和泉国・大阪府にあった町。現在の岸和田市中町、大工町、中之浜町、紙屋町、大手町、中北町、大北町にあたる。
1585年（天正13年）に岸和田藩が立藩され、紀州街道に沿って岸和田城下が整備されると、それまでの岸和田村は浜側と山側に分断されることとなった。当初は山側にだけ上番・下番2人の庄屋が置かれていたが、元和年間には浜側にも庄屋が置かれ、城下には各町に町年寄が置かれて、町方（岸和田町）、浜方（岸和田浜町）、村方（岸和田村）の三郷が成立した。
もと岸和田村の浦方にあたり、漁業従事者の多い地区であったが、三郷成立後に浜町と呼ばれるようになった。かつては町曲輪（本町・中町）および外曲輪（堺町）との境界に浜の石垣が築かれており、町曲輪の出入口として浜の石垣に2箇所の汐入門が設置されていた。1791年（寛政3年）には大北浜に岸和田港が設置された。

## 歴史
- 1889年（明治22年）4月1日 南郡岸和田浜町単独で町村制を施行。
- 1896年（明治29年）4月1日 郡の統廃合により、所属郡が泉南郡となる。
- 1912年（明治45年）1月1日 泉南郡岸和田町、岸和田村、沼野村と合併し、岸和田町となる。

## 大字改編による変遷
岸和田町合併後の1913年（大正2年）1月1日、岸和田町大字岸和田浜に以下の7町が起立された。いずれも城下廻りにあたり市街化していた。
- 中町：字中町。他に裏町・石垣町を含む。城下の本町とともに町曲輪に位置する。
- 大工町：字大工町。旧称は船大工町。
- 中之浜町：字中之浜町。旧称は中之場。他に中之棚、西大手下を含む。現在も旧称由来の「なかんば」が通称。
- 紙屋町：字紙屋町。旧称は紙屋浜。
- 大手町：字大手町。旧称は北大手下。
- 中北町：字中北町。旧称は中北浜。
- 大北町：字大北町。旧称は大北浜。他に法印町を含む。